# リノ (軽巡洋艦)
リノ (USS Reno, CL/CLAA-96) は、アメリカ海軍の巡洋艦。アトランタ級軽巡洋艦の6番艦。艦名はネバダ州リノに因む。その名を持つ艦としては2隻目。

## 艦歴
「リノ」はカリフォルニア州サンフランシスコのベスレヘム造船で1941年8月1日に起工。1942年12月23日にオーガスト・C・フレーリッヒ夫人によって命名・進水、1943年12月28日に艦長ラルフ・C・アレクサンダー大佐の指揮下就役する。
「リノ」はサンディエゴでの整調後、1944年4月14日に第5艦隊（レイモンド・スプルーアンス大将）へ合流するためサンフランシスコを出航した。マーク・ミッチャー中将指揮下の第58任務部隊に加わり、5月19日、20日に南鳥島への航空攻撃支援で初の実戦に参加する。その3日後、ウェーク島への空襲を支援した。
6月から7月にかけて「リノ」は第58任務部隊の一連の戦闘に加わり、6月11日にはサイパン島、6月12日・13日にはパガン島、6月15日・16日には小笠原諸島への攻撃を行う。6月19日・20日にはマリアナ沖海戦に参加した。その後7月8日まで、サイパン侵攻部隊の支援に従事し、続いて7月17日から24日までグアム上陸部隊の支援、7月26日から19日にかけてパラオへの攻撃に参加した。その後再び北へ戻り、8月4日・5日には小笠原諸島への最終攻撃を行う。任務部隊は9月7日にパラオへ戻った。
「リノ」は引き続いて西へ移動し、9月9日から13日にかけてミンダナオ島への攻撃を行う。9月15日から20日にかけてパラオ侵攻を支援し、9月21日と22日はマニラとその周辺に対する攻撃を支援した。10月8日には南西諸島への攻撃を行い、第38任務部隊と共に日本本土に接近した。第38任務部隊はこの時点で、他の主な艦隊よりも日本本土に最も接近した艦隊となった。10月12日から14日まで台湾への攻撃を行い、「リノ」は敵機6機を撃墜している。戦闘の最中に1機の雷撃機が主甲板後部に激突、爆発した。6番砲塔が爆発によって部分的に使用不能となったが、砲塔班長は敵機に対する火力の維持に成功した。
レイテ島侵攻の4日後、10月24日にルソン島海域で空襲部隊の支援を担当していた第38任務部隊は、クラーク基地からの敵機による大規模攻撃に直面した。その中でも、「リノ」が属していた第38.3任務群（フレデリック・C・シャーマン少将）は第38任務部隊のうち10月24日に唯一攻撃された任務群であった。空母「プリンストン (USS Princeton, CVL-23) 」が攻撃を受け大破し、後退を余儀なくされる。「リノ」は「プリンストン」の消火と乗員の救助を命じられ、5度にわたって「プリンストン」と併走、任務に当たったが、火災と煙は収まることはなかった。「リノ」は負傷者を救助し、火災を鎮火させるための努力を継続したものの、傾斜した「プリンストン」の飛行甲板が「リノ」に接触し40ミリ機関砲座を破壊した。「プリンストン」を維持する努力は続けられたが、弾薬庫が火災のため爆発し、夜間攻撃の目印となる可能性も考えられたので、ミッチャー中将の進言により「プリンストン」の放棄が命じられた。「プリンストン」は「リノ」と駆逐艦「アーウィン (USS Irwin, DD-794) 」からの雷撃により17時50分に沈没した。翌10月25日、「リノ」は任務部隊に再合流し、エンガノ岬沖海戦に参加した。

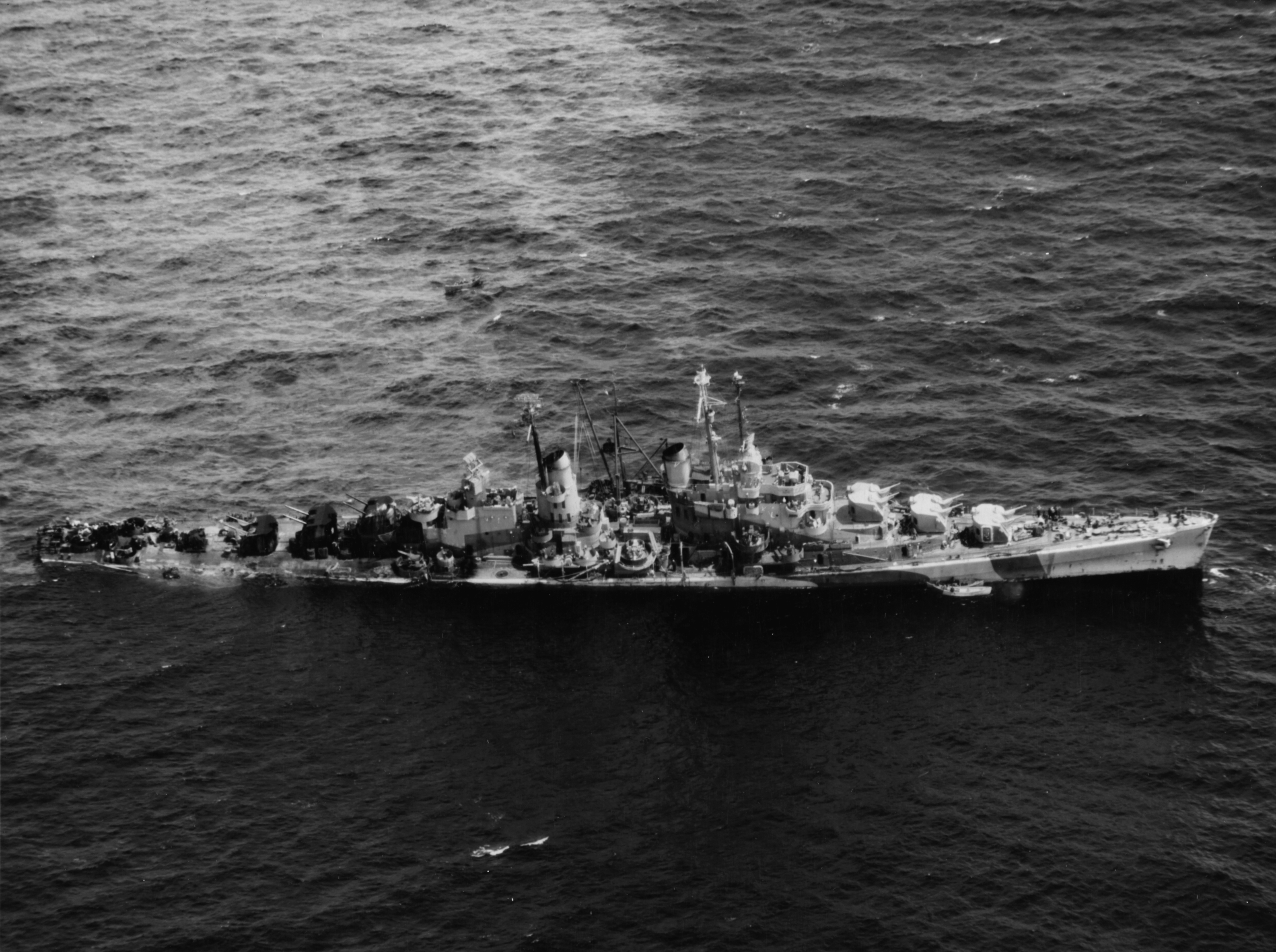
被雷後、曳船「ズーニー」の支援を受ける「リノ」

11月3日の夜、第38任務部隊の各任務群はルソン島攻撃のため、洋上給油の後、指定された地点に分散しつつあった。そのうちの第38.3任務群は、サンベルナルジノ海峡で潜水艦「伊41」からの雷撃を受け、「リノ」の左舷に魚雷が命中し損傷する。「リノ」は広範囲に破口を生じ、甲板が爆風圧で膨張した。艦は大きく浸水し、艦尾は海面すれすれまで沈んだ。乗組員の応急措置が功を奏して沈没の免れたリノは応急修理を受けるため、呼び寄せられた艦隊曳船「ズーニー (USS Zuni, ATF-95) 」によって1,500マイルを曳航され、駆逐艦4隻に護衛されながらウルシー環礁に到着。ウルシーで工作艦「ヴェスタル (USS Vestal, AR-4)  」によって補強材が取り付けられ、艦艇部の修理を受けるためマヌス島に後送されて、同地の浮きドックで艦艇部の応急修理を行った。修理後、「リノ」は自力でチャールストンに向かい、3月22日に本格修理のためチャールストン海軍工廠入りした。修理には7ヶ月を要し、その間に戦争は終結した。
「リノ」はその後テキサスへ向けて出航。続いてチャールストンに帰還し寝台スペースの増設が行われた。マジックカーペット作戦に割り当てられ、フランスのルアーブルから陸軍の兵士を二度帰国させた。1946年の始めにはワシントン州ポート・アンジェルスに向かい、同地で11月4日に退役、太平洋予備役艦隊入りした。ブレマートンに係留された「リノ」は1949年3月18日に CLAA-96（防空軽巡洋艦）に艦種変更される。1959年3月1日に除籍され、1962年3月22日にニューヨークのコール・エクスポート社に売却された。
「リノ」は第二次世界大戦の戦功で3個の従軍星章を受章した。また、「リノ」を撃破した「伊41」は攻撃後、未帰還となった。